# Artemisia wurzellii
Artemisia wurzellii là một loài thực vật có hoa trong họ Cúc. Loài này được C.M.James & Stace mô tả khoa học đầu tiên năm 2000.